# Альпо Сайло
Альпо Сайло (до 1902 Альбін Леопольд Енлунд; 14 листопада 1877, Гямеенлінна — 6 жовтня 1955 Гельсінкі) — фінський скульптор і художник. Творив переважно у стилі національного романтичного ідеалізму. Ключові його роботи зображують поетів і діячів фінської культури.

## Біографія
Альпо Сайло був старшою дитиною в сім'ї з трьох осіб. Молодший помер рано і залишилися тільки Альбін (Альпо) та Ільма. Батько надихнув дітей на малювання, але він помер до того, як діти досягли шкільного віку, і через це мати переїхала з дітьми з Гямеенлінна до Турку.
Сайло спочатку працював скульптором-декоратором на меблевій фабриці Бомана і паралельно почав вивчати мистецтво. Спочатку в школі малювання Фінської художньої асоціації (нині Академія образотворчих мистецтв) у 1895–1897 роках викладачами були Еліас Муукка та Віктор Вестергольм. Після цього навчався в Школі мистецтв і ремесел у Гельсинкі 1898–1899 роках. Був учнем Акселі Галлен-Каллела та асистентом у його студії в Руоведі в 1900–1901 роках, а потім у Флоренції в 1901 році та в Будапешті в 1902–1903 роках.
У школі малювання Фінської художньої асоціації до класу Альпо входили Йірьйо Лійпола, Карл Бенґтс і Джон Енґельберґ, який пізніше одружився із сестрою Альпо — Ілмою Сайло. Сусідом Сайло був художник Аарно Карімо, який згодом був дуже близьким другом художника. Як і у Сайло, напрямок мистецтва та коло зацікавлень Карімо були радикально націоналістичними. Обидва захоплювалися «Калевалою» і були активними в націоналістичних колах. Обидва також брали участь у заснуванні Voimaliitto.
Сайло також був одним із засновників Асоціації фінських скульпторів, заснованої 1910 року.
Сайло був активним прихильником фінського модернізму, і він найбільш відомий своїми скульптурами народних співаків. Серед них пам'ятник в Сортавала Runonlaulaja (1935 р.) і скульптура Ларіне Параске в парку Гесперія в Гельсинкі (1949 р.). Серед його найкращих робіт — меморіальний бюст Матіяса Кастрена, відкритий 1921 року перед Національним музеєм у Гельсинкі.
Сайло також був відомий як портретист. Разом із Галлен-Каллела був відданим захисником національного романтизму і був одним із засновників Товариства Калевала. Найбільшою мрією Сайло була реалізація проєкту «Калевалатало» — Будинку Калевали.
Альпо Сайло був рішучим прихильником незалежності і, як і багато інших сучасних художників, виступав за незалежність Фінляндії. Це також можна побачити в його мистецтві та роботах, які значною мірою базуються на фінській ідентичності. Він змінив своє ім'я з Альбін Енлунд на Альпо Сайло в 1901 році, щоб бути ідеальним фіном. Коли імператор скасував автономію Фінляндії (1899 р.) і наказав фінським чоловікам вступати в російську армію, Альпо Сайло мандрував по Фінляндії, організовуючи саботажі мобілізації, серед іншого закликаючи священиків не читати накази про мобілізацію в церкві. Коли ситуація загострилася 1901 року, Сайло вирішив покинути країну, щоб вивчати мистецтво за кордоном, після чого він спочатку опинився у Флоренції, а потім переїхав до Будапешта, щоб вчитися в 1902–1903 роках. Сайло повернувся до Фінляндії в 1903 році після того, як ситуація трохи заспокоїлася.